# Flúðir
Flúðir [ˈfluːðɪr] ist ein Ort im Süden von Island.
Er ist der Verwaltungssitz der Gemeinde Hrunamannahreppur und hat 491 Einwohner.
Flúðir ist das isländische Wort für Stromschnellen, die es in der Litla-Laxá gibt.
Diese ist ein rechter Nebenfluss der Stóra-Laxá, welche von links in die Hvítá mündet.
Flúðir liegt am Skeiða- og Hrunamannavegur  und ist 103 Straßenkilometer von der Hauptstadt Reykjavík entfernt.
Im Umkreis von 10 km liegen die Orte Reykholt, Skálholt und Laugarás.
Der Geysir liegt in 25 km Entfernung.
Nach weiteren 7 km erreicht man den Gullfoss.
Die Haupterwerbsquelle im Ort sind die Gewächshäuser die mit Erdwärme beheizt werden.
Hier gibt es auch die größte Pilzzucht des Landes.
Das alte Bad (Gamla Laugin) wird mit Thermalwasser betrieben und nennt sich Secret Lagoon. 
Während des Zweiten Weltkriegs wurden Bestände der Landesbibliothek und des Nationalmuseums in Reykjavík in Flúðir aufbewahrt.
1899 entdeckte der Geologe Helgi Pjeturss (Pétursson) Reste von Moränen in Hellisholt, die in die Forschung über die Eiszeitperioden eingegangen sind.
Die Schauspielerin Noomi Rapace verbrachte einen Teil ihrer Kindheit in dem Ort.